# Tombe dei sovrani d'Inghilterra
Questo è l'elenco dei tombe dei sovrani d'Inghilterra.

## Regno d'Inghilterra (1045-1541)
Anglosassoni (1042-1066) 
| Sovrano                           | Immagine del sovrano | Luogo di sepoltura                                                | Immagine della tomba |
| --------------------------------- | -------------------- | ----------------------------------------------------------------- | -------------------- |
| Edoardo il Confessore (1042-1066) |                      | Abbazia di Westminster, Londra, Inghilterra                       |                      |
| Aroldo II (1066)                  |                      | Luogo incerto Abbazia di Waltham o Abbazia di Battle, Inghilterra |                      |

 Normanni (1066-1135) 
| Sovrano                  | Immagine del sovrano | Luogo di sepoltura                                | Immagine della tomba |
| ------------------------ | -------------------- | ------------------------------------------------- | -------------------- |
| Guglielmo I (1066-1087)  |                      | Chiesa di Santo Stefano, Caen, Francia            |                      |
| Guglielmo II (1087-1100) |                      | Cattedrale di Winchester, Winchester, Inghilterra |                      |
| Enrico I (1100-1135)     |                      | Abbazia di Reading, Reading, Inghilterra          |                      |

 Blois (1135-1154) 
| Sovrano                                            | Immagine del sovrano | Luogo di sepoltura                           | Immagine della tomba |
| -------------------------------------------------- | -------------------- | -------------------------------------------- | -------------------- |
| Stefano (c.1096-1154) Re d'Inghilterra (1135-1154) |                      | Abbazia di Faversham, Faversham, Inghilterra |                      |

 Plantageneti (1154-1399) 
| Sovrano                 | Immagine del sovrano | Luogo di sepoltura                                   | Immagine della tomba |
| ----------------------- | -------------------- | ---------------------------------------------------- | -------------------- |
| Enrico II (1154-1189)   |                      | Abbazia di Fontevrault, Fontevraud-l'Abbaye, Francia |                      |
| Riccardo I (1189-1199)  |                      | Abbazia di Fontevrault, Fontevraud-l'Abbaye, Francia |                      |
| Giovanni (1199-1216)    |                      | Cattedrale di Worcester, Worcester, Inghilterra      |                      |
| Enrico III (1216-1272)  |                      | Abbazia di Westminster, Londra, Inghilterra          |                      |
| Edoardo I (1272–1307)   |                      | Abbazia di Westminster, Londra, Inghilterra          |                      |
| Edoardo II (1307-1327)  |                      | Cattedrale di Gloucester, Gloucester, Inghilterra    |                      |
| Edoardo III (1327-1377) |                      | Abbazia di Westminster, Londra, Inghilterra          |                      |
| Riccardo II (1377-1399) |                      | Abbazia di Westminster, Londra, Inghilterra          |                      |

 Lancaster (1399-1461) 
| Sovrano               | Immagine del sovrano                                               | Luogo di sepoltura                                              | Immagine della tomba |
| --------------------- | ------------------------------------------------------------------ | --------------------------------------------------------------- | -------------------- |
| Enrico IV (1399-1413) |                                                                    | Cattedrale di Canterbury, Canterbury, Inghilterra               |                      |
| Enrico V (1413-1422)  |                                                                    | Abbazia di Westminster, Londra, Inghilterra                     |                      |
| Enrico VI (1422-1461) |                                                                    | Abbazia di Chertsey, Chertsey, Inghilterra (sepoltura iniziale) | N.D.                 |
| Enrico VI (1422-1461) | Cappella di San Giorgio, Castello di Windsor, Windsor, Inghilterra |                                                                 |                      |

 York (1461-1470) 
| Sovrano                | Immagine del sovrano | Luogo di sepoltura                                                 | Immagine della tomba |
| ---------------------- | -------------------- | ------------------------------------------------------------------ | -------------------- |
| Edoardo IV (1461-1470) |                      | Cappella di San Giorgio, Castello di Windsor, Windsor, Inghilterra |                      |

 Lancaster (1470-1471) 
| Sovrano               | Immagine del sovrano                                               | Luogo di sepoltura                                              | Immagine della tomba |
| --------------------- | ------------------------------------------------------------------ | --------------------------------------------------------------- | -------------------- |
| Enrico VI (1470-1471) |                                                                    | Abbazia di Chertsey, Chertsey, Inghilterra (sepoltura iniziale) | N.D.                 |
| Enrico VI (1470-1471) | Cappella di San Giorgio, Castello di Windsor, Windsor, Inghilterra |                                                                 |                      |

 York (1471-1485) 
| Sovrano                  | Immagine del sovrano                            | Luogo di sepoltura                                                 | Immagine della tomba |
| ------------------------ | ----------------------------------------------- | ------------------------------------------------------------------ | -------------------- |
| Edoardo IV (1471-1483)   |                                                 | Cappella di San Giorgio, Castello di Windsor, Windsor, Inghilterra |                      |
| Edoardo V (1483)         |                                                 | Torre di Londra, Londra, Inghilterra (sepoltura iniziale)          | N.D.                 |
| Edoardo V (1483)         | Abbazia di Westminster, Londra, Inghilterra     |                                                                    |                      |
| Riccardo III (1483-1485) |                                                 | Greyfriars Church, Leicester, Inghilterra (sepoltura iniziale)     | N.D.                 |
| Riccardo III (1483-1485) | Cattedrale di Leicester, Leicester, Inghilterra |                                                                    |                      |

 Tudor (1485-1541) 
| Sovrano                                              | Immagine del sovrano | Luogo di sepoltura                                                  | Immagine della tomba |
| ---------------------------------------------------- | -------------------- | ------------------------------------------------------------------- | -------------------- |
| Enrico VII (1457-1509) Re d'Inghilterra (1485-1509)  |                      | Cappella di Enrico VII, Abbazia di Westminster, Londra, Inghilterra |                      |
| Enrico VIII (1491-1547) Re d'Inghilterra (1509-1541) |                      | Cappella di San Giorgio, Castello di Windsor, Windsor, Inghilterra  |                      |

## Regno d'Inghilterra e d'Irlanda (1541-1603)

### Tudor (1541-1603)
| Sovrano                                                               | Immagine del sovrano | Luogo di sepoltura                                                  | Immagine della tomba |
| --------------------------------------------------------------------- | -------------------- | ------------------------------------------------------------------- | -------------------- |
| Enrico VIII (1491-1547) Re d'Inghilterra e d'Irlanda (1541-1547)      |                      | Cappella di San Giorgio, Castello di Windsor, Windsor, Inghilterra  |                      |
| Edoardo VI (1537-1553) Re d'Inghilterra e d'Irlanda (1547-1553)       |                      | Cappella di Enrico VII, Abbazia di Westminster, Londra, Inghilterra |                      |
| Jane Grey (c. 1537-1554) Regina d'Inghilterra e d'Irlanda (1553)      |                      | Chiesa di San Pietro ad Vincula, Londra, Inghilterra                |                      |
| Maria I (1516-1558) Regina d'Inghilterra e d'Irlanda (1553-1558)      |                      | Cappella di Enrico VII, Abbazia di Westminster, Londra, Inghilterra |                      |
| Elisabetta I (1533-1603) Regina d'Inghilterra e d'Irlanda (1558-1603) |                      | Cappella di Enrico VII, Abbazia di Westminster, Londra, Inghilterra |                      |

## Regno d'Inghilterra, di Scozia e d'Irlanda (1603-1649)

### Stuart (1603-1649)
| Sovrano                                                                   | Immagine del sovrano | Luogo di sepoltura                                                  | Immagine della tomba |
| ------------------------------------------------------------------------- | -------------------- | ------------------------------------------------------------------- | -------------------- |
| Giacomo I (1566-1625) Re d'Inghilterra, di Scozia e d'Irlanda (1603-1625) |                      | Cappella di Enrico VII, Abbazia di Westminster, Londra, Inghilterra |                      |
| Carlo I (1600-1649) Re d'Inghilterra, di Scozia e d'Irlanda (1625-1649)   |                      | Cappella di San Giorgio, Castello di Windsor, Windsor, Inghilterra  |                      |

Dal 1649 al 1660 venne ad instaurarsi il Commonwealth of England, con a capo prima Oliver Cromwell e poi suo figlio Richard.

## Regno d'Inghilterra, di Scozia e d'Irlanda (1660-1707)

### Stuart (1660-1707)
| Sovrano                                                                       | Immagine del sovrano                            | Luogo di sepoltura                                                  | Immagine della tomba |
| ----------------------------------------------------------------------------- | ----------------------------------------------- | ------------------------------------------------------------------- | -------------------- |
| Carlo II (1630-1685) Re d'Inghilterra, di Scozia e d'Irlanda (1660-1685)      |                                                 | Cappella di Enrico VII, Abbazia di Westminster, Londra, Inghilterra |                      |
| Giacomo II (1633-1701) Re d'Inghilterra, di Scozia e d'Irlanda (1685-1688)    |                                                 | Convento di Chaillot, Chaillot, Francia (cuore)                     |                      |
| Giacomo II (1633-1701) Re d'Inghilterra, di Scozia e d'Irlanda (1685-1688)    | Scots College, Parigi, Francia (cervello)       |                                                                     |                      |
| Giacomo II (1633-1701) Re d'Inghilterra, di Scozia e d'Irlanda (1685-1688)    | Saint-Germain-en-Laye, Francia (interiora)      |                                                                     |                      |
| Giacomo II (1633-1701) Re d'Inghilterra, di Scozia e d'Irlanda (1685-1688)    | Chiesa dei Benedettini inglesi, Parigi, Francia | [ 1 ]                                                               |                      |
| Maria II (1662-1694) Regina d'Inghilterra, di Scozia e d'Irlanda (1689-1694)  |                                                 | Cappella di Enrico VII, Abbazia di Westminster, Londra, Inghilterra |                      |
| Guglielmo III (1650-1702) Re d'Inghilterra, di Scozia e d'Irlanda (1689-1702) |                                                 | Cappella di Enrico VII, Abbazia di Westminster, Londra, Inghilterra |                      |
| Anna (1665-1714) Regina d'Inghilterra, di Scozia e d'Irlanda (1702-1707)      |                                                 | Cappella di Enrico VII, Abbazia di Westminster, Londra, Inghilterra |                      |

## Regno di Gran Bretagna e d'Irlanda (1707-1801)

### Stuart (1707-1714)
| Sovrano                                                          | Immagine del sovrano | Luogo di sepoltura                                                  | Immagine della tomba |
| ---------------------------------------------------------------- | -------------------- | ------------------------------------------------------------------- | -------------------- |
| Anna (1665-1714) Regina di Gran Bretagna e d'Irlanda (1707-1714) |                      | Cappella di Enrico VII, Abbazia di Westminster, Londra, Inghilterra |                      |

### Hannover (1714-1800)
| Sovrano                 | Immagine del sovrano                               | Luogo di sepoltura                                                 | Immagine della tomba |
| ----------------------- | -------------------------------------------------- | ------------------------------------------------------------------ | -------------------- |
| Giorgio I (1714-1727)   |                                                    | Leineschloss, Hannover, Germania (sepoltura iniziale)              | N.D.                 |
| Giorgio I (1714-1727)   | Giardini reali di Herrenhausen, Hannover, Germania |                                                                    |                      |
| Giorgio II (1727-1760)  |                                                    | Abbazia di Westminster, Londra, Inghilterra                        |                      |
| Giorgio III (1760-1800) |                                                    | Cappella di San Giorgio, Castello di Windsor, Windsor, Inghilterra |                      |

## Regno Unito di Gran Bretagna e Irlanda (1801-1922)

### Hannover (1800-1901)
| Sovrano                                                                            | Immagine del sovrano | Luogo di sepoltura                                                 | Immagine della tomba |
| ---------------------------------------------------------------------------------- | -------------------- | ------------------------------------------------------------------ | -------------------- |
| Giorgio III (1738-1820) Re del Regno Unito di Gran Bretagna e Irlanda (1800-1820)  |                      | Cappella di San Giorgio, Castello di Windsor, Windsor, Inghilterra |                      |
| Giorgio IV (1762-1830) Re del Regno Unito di Gran Bretagna e Irlanda (1820-1830)   |                      | Cappella di San Giorgio, Castello di Windsor, Windsor, Inghilterra |                      |
| Guglielmo IV (1765-1837) Re del Regno Unito di Gran Bretagna e Irlanda (1830-1837) |                      | Cappella di San Giorgio, Castello di Windsor, Windsor, Inghilterra |                      |
| Vittoria (1819-1901) Regina del Regno Unito di Gran Bretagna e Irlanda (1837-1901) |                      | Royal Mausoleum, Frogmore, Inghilterra                             |                      |

### Sassonia-Coburgo-Gotha (1901-1917)
| Sovrano                                                                           | Immagine del sovrano | Luogo di sepoltura                                                 | Immagine della tomba |
| --------------------------------------------------------------------------------- | -------------------- | ------------------------------------------------------------------ | -------------------- |
| Edoardo VII (1841-1910) Re del Regno Unito di Gran Bretagna e Irlanda (1901-1910) |                      | Cappella di San Giorgio, Castello di Windsor, Windsor, Inghilterra |                      |
| Giorgio V (1865-1936) Re del Regno Unito di Gran Bretagna e Irlanda (1910-1917)   |                      | Cappella di San Giorgio, Castello di Windsor, Windsor, Inghilterra |                      |

### Windsor (1917-1922)
| Sovrano                                                                         | Immagine del sovrano | Luogo di sepoltura                                                 | Immagine della tomba |
| ------------------------------------------------------------------------------- | -------------------- | ------------------------------------------------------------------ | -------------------- |
| Giorgio V (1865-1936) Re del Regno Unito di Gran Bretagna e Irlanda (1917-1922) |                      | Cappella di San Giorgio, Castello di Windsor, Windsor, Inghilterra |                      |

## Regno Unito di Gran Bretagna e Irlanda del Nord (dal 1922)

### Windsor (dal 1922)
| Sovrano                                                                                          | Immagine del sovrano | Luogo di sepoltura                                                                                       | Immagine della tomba |
| ------------------------------------------------------------------------------------------------ | -------------------- | --- | -------------------- |
| Giorgio V (1865-1936) Re del Regno Unito di Gran Bretagna e Irlanda del Nord (1922-1936)         |                      | Cappella di San Giorgio, Castello di Windsor, Windsor, Inghilterra                                       |                      |
| Edoardo VIII (1894-1972) Re del Regno Unito di Gran Bretagna e Irlanda del Nord (1936)           |                      | Royal Burial Ground, Frogmore, Inghilterra                                                               |                      |
| Giorgio VI (1895-1952) Re del Regno Unito di Gran Bretagna e Irlanda del Nord (1936-1952)        |                      | Cappella commemorativa di Giorgio VI, Cappella di San Giorgio, Castello di Windsor, Windsor, Inghilterra |                      |
| Elisabetta II (1926-2022) Regina del Regno Unito di Gran Bretagna e Irlanda del Nord (1952-2022) |                      | Cappella commemorativa di Giorgio VI, Cappella di San Giorgio, Castello di Windsor, Windsor, Inghilterra |                      |